# Lunae Palus
Das Lunae-Palus-Gradfeld gehört zu den 30 Gradfeldern des Mars. Sie wurden durch die United States Geological Survey (USGS) festgelegt. Die Nummer ist MC-10, das Gradfeld umfasst das Gebiet von 45° bis 90° westlicher Länge und von 0° bis 30° südlicher Breite.
Lunae Planum, Chryse Planitia und Teile von Xanthe Terra befinden sich im Lunae Palus Gradfeld, des Weiteren enthält es viele ehemalige Flusstäler. Der Viking I Lander landete am  20. Juli 1976 hier.
Der Name kommt von einem Albedo feature auf dem Mars, die Gegend wurde nach der römischen Mond-Gottheit oder den afrikanischen Mondbergen, aus denen sich der Nil ergießt, benannt.